# Härnösands FF
Härnösands FF war ein schwedischer Fußballverein aus Härnösand. Die Mannschaft war unter dem Namen IFK Härnösand zwei Spielzeiten in der zweithöchsten Spielklasse Schwedens vertreten. 2019 trat der Klub dem Lokalnachbarn IF Älgarna bei, der sich in Älgarna-Härnösand IF umbenannte. Härnösands FF gehörte zum Ångermanland Football Association und spielt zuletzt in der fünftklassigen Division 3 Mellersta Norrland.

## Geschichte
In den 1950er Jahren erstmals in der dritten Liga vertreten, etablierte sich IFK Härnösand nach dem Abstieg 1961 in der vierten Liga. Dort setzte die Mannschaft ab 1966 zum Höhenflug an. Als Staffelsieger erneut in die dritte Liga aufgestiegen setzte sie sich zwei Jahre später im Aufstiegsrennen dank des besseren Torquotienten gegenüber den punktgleichen Konkurrenten IFK Sundsvall und IFK Östersund durch und erreichte so die zweite Liga. Im ersten Jahr erneut Profiteur eines besseren Torquotienten gelang vor den Absteigern Gimonäs CK, Gefle IF und Gällivare SK der Klassenerhalt. In der anschließenden Spielzeit 1970 gewann sie nur fünf ihrer Spiele und stieg gemeinsam mit den beiden Aufsteigern IFK Östersund und Essviks AIF ab.
Zunächst noch im vorderen Bereich der dritten Liga platziert, verpasste IFK Härnösand mehrfach als Tabellenzweiter den Wiederaufstieg. 1977 in die Viertklassigkeit abgestiegen, kehrte die Mannschaft direkt wieder ins dritte Spielniveau zurück. Nach dem erneuten Abstieg 1983 war der Klub drei Jahre später Opfer einer Ligareform. Mit der Rückstufung in die Fünftklassigkeit verabschiedete er sich für längere Zeit vom höherklassigen Fußball.
Nachdem IFK Härnösand in den 1990er Jahren kurzzeitig eine Spielgemeinschaft mit Bondsjöhöjdens IK gebildet hatte, trat die Mannschaft ab 2007 unter dem Namen Härnösands FF an. Im folgenden Jahr dominierte sie mit 21 Siegen in 22 Spielen bei 101 erzielten Saisontoren und erreichte den Gruppensieg was dem Verein 2009 zum Aufstieg in die Division 3 Norra Norrland verhalf. Auch in diesem Jahr setzt sich die Erfolgsserie fort und der Härnösand FF spielte in den Folgejahren (2010 bis 2018) in der Division 2 Norrland. Nach diesen zehn erfolgreichsten Jahren des Vereins stieg er 2019 wieder in die  fünftklassige Division 3 der Regionalliga Mellersta Norrland ab.
Ende 2019 schloss sich der Klub dem Lokalnachbarn IF Älgarna an, der fortan als Älgarna-Härnösand IF antrat.